# پونو
پونو (به اسپانیایی: Puno) یک شهر در پرو است که در پونو واقع شده‌است.

## خصوصیات
پونو ۳٬۸۳۰ متر بالاتر از سطح دریا واقع شده‌است.

## خواهرخوانده
شهرهای لاپاز (بولیوی) و سانتا کروس د لا سیرا (بولیوی) خواهرخوانده‌های پونو هستند.